# Mary Zimmermann
Mary Zimmermann, anfänglich als Marie Zimmermann (* 21. Mai 1889 in Karlsruhe, Deutsches Reich; † 16. Dezember 1945 in Berlin) war eine deutsche Balletttänzerin, Ballettmeisterin, Primaballerina an der Deutschen Oper Berlin sowie Choreografin am Theater und beim Film.

## Leben
Die gebürtige Badenerin Marie Zimmermann erhielt schon als Kind Ballettunterricht und begann ihre Laufbahn als Elevin am Hoftheater ihrer Heimatstadt Karlsruhe. Es folgten bis Kriegsausbruch 1914 Verpflichtungen nach Mannheim, ans Stadttheater in Essen, ans Berliner Apollo-Ensemble sowie an die Deutsche Oper Berlin, wo sie als Ballett- und Tanzmeisterin eingestellt wurde und während des gesamten Ersten Weltkriegs angestellt war. Zu dieser Zeit war Marie Zimmermann überdies als Choreographin aktiv und stieg schließlich zur Primaballerina auf.
Hin und wieder gestaltete die Künstlerin, die bald ihren Vornamen von Marie in „Mary“ anglisierte, auch die Tänze bei der einen oder anderen Kinofilmproduktion und trat sehr selten auch vor die Kamera. 1917 verfilmte die Harmoniefilm-Gesellschaft einige von ihr einstudierte und choreographierte Tänze sowie das von ihr gestaltete Ballett zu Franz Liszts Ungarische Rhapsodie. Während des Kriegs traten Zimmermanns Ballettratten auch vor Kriegsversehrten zu deren Unterhaltung auf. Dafür erhielt die Künstlerin die Rot-Kreuz-Medaille für Verwundetenpflege.
Mary Zimmermann war seit dem 25. April 1919 mit dem Marine-Oberingenieur Schmidt verheiratet und hatte auch zahlreiche Tänzer wie beispielsweise Vera Mahlke ausgebildet. Sie starb kurz nach Ende des Zweiten Weltkriegs in dem zu dieser Zeit hoffnungslos unterversorgten Berlin.

## Filmografie
als Choreographin, wenn nicht anders angegeben
- 1916: Das Skelett
- 1917: Die Harmonie-Films
- 1920: Die tanzenden Kinder (Kurzdokumentarfilm)
- 1921: Aus einem kühlen Grunde (Schauspielerin)
- 1924: Das Mädel von Pontecuculi
- 1939: Wir tanzen um die Welt

## Einzelnachweis
1. ↑  Deutsches Bühnen-Jahrbuch 1945/48, S. 39

| Personendaten    | Personendaten                                         |
| ---------------- | ----------------------------------------------------- |
| NAME             | Zimmermann, Mary                                      |
| ALTERNATIVNAMEN  | Zimmermann, Marie                                     |
| KURZBESCHREIBUNG | deutsche Tänzerin, Ballettmeisterin und Choreographin |
| GEBURTSDATUM     | 21. Mai 1889                                          |
| GEBURTSORT       | Karlsruhe, Deutsches Reich                            |
| STERBEDATUM      | 16. Dezember 1945                                     |
| STERBEORT        | Berlin                                                |